# فيلي جنسن
فيلي جنسن (بالإنجليزية: Willie Jensen)‏ هو لاعب كرة قاعدة أمريكي، ولد في 17 نوفمبر 1889 في فيلادلفيا في الولايات المتحدة، وتوفي بنفس المكان في 27 مارس 1917.

## وصلات خارجية
- فيلي جنسن على موقعبيزبول رفرنس.كوم (الدوري الرئيسي) (الإنجليزية)